# Steinberg (Fränkische Alb)
Der Steinberg ist ein 624,7 m ü. NHN hoher, bewaldeter Berg der Weißenburger Alb, einem Teil des Mittelgebirges Fränkische Alb. Er liegt nahe Weißenburg in Bayern im mittelfränkischen Landkreis Weißenburg-Gunzenhausen (Bayern). Der Steinberg ist nach dem Laubbichel sowie vor Auf der Ebene und dem Wülzburger Berg der zweithöchste Berg der Weißenburger Alb.

## Geographie

### Lage
Der Steinberg erhebt sich im Naturpark Altmühltal inmitten des Weißenburger Stadtwaldes. Sein Gipfel liegt 4,4 km südöstlich der Weißenburger Altstadt, 3,5 km südwestlich von Oberhochstatt, 2,5 km nördlich von Suffersheim, 2 km nordnordöstlich von Heuberg und 2,7 km nordöstlich von Haardt; sie sind alle Weißenburger Gemeindeteile. Südwestlich führt die Bundesstraße 13 vorbei.
Der Steinberg weist einen Doppelgipfel auf: Seine im Nordwesten gelegenen Hauptkuppe ist 624,7 m hoch, seine südöstliche Nebenkuppe 609,1 m. Nordnordöstlich erhebt sich der Eichelberg (615,5 m), südöstlich die Steinplatte (577,3 m).

### Naturräumliche Zuordnung
Der Steinberg gehört in der naturräumlichen Haupteinheitengruppe Fränkische Alb (Nr. 08), in der Haupteinheit Südliche Frankenalb (082) und in der Untereinheit Altmühlalb (082.2) zum Naturraum Weißenburger Alb (082.26).

## Sonstiges
Großteile der Steinbergnordseite wurden und werden im Rahmen eines Steinbruchs durch Abbau von Treuchtlinger Marmor abgetragen. Auf dem Berg liegen Teile des Landschaftsschutzgebiets Schutzzone im Naturpark Altmühltal (CDDA-Nr. 396115; 1995 ausgewiesen; 1632,9606 km² groß).